# Xinyang
Xinyang (chiń. 信阳; pinyin Xìnyáng) – miasto o statusie prefektury miejskiej we wschodnich Chinach, w prowincji Henan. W 2010 roku liczba mieszkańców miasta wynosiła 2 031 326. Prefektura miejska w 1999 roku liczyła 7 729 671 mieszkańców.